# بانوی ما فاتیما
بانوی ما فاتیما (به پرتغالی: Nossa Senhora de Fátima) (به انگلیسی: Our Lady of Fátima) عنوانی می‌باشد که مدعیان مشاهدهٔ مریم (مادر عیسی) یا به اصطلاح مدعیانِ تجلی مریم در شهر فاتیما به او اطلاق می‌کنند.
این ادعا مربوط به سال ۱۹۱۷ است. سه کودک روستایی در آن سال ادعا کردند که مریم در دشتی در بیرون شهر فاتیما در پرتغال بر آن‌ها ظاهر شد؛ که از نام «بانوی رزاری» یا «بانوی فاتیما» نیز برای اشاره به آن بانو استفاده می‌شود. از آن به بعد هر ساله هزاران نفر از شهر کوچک فاتیما زیارت و بازدید می‌کنند.

## تاریخچه

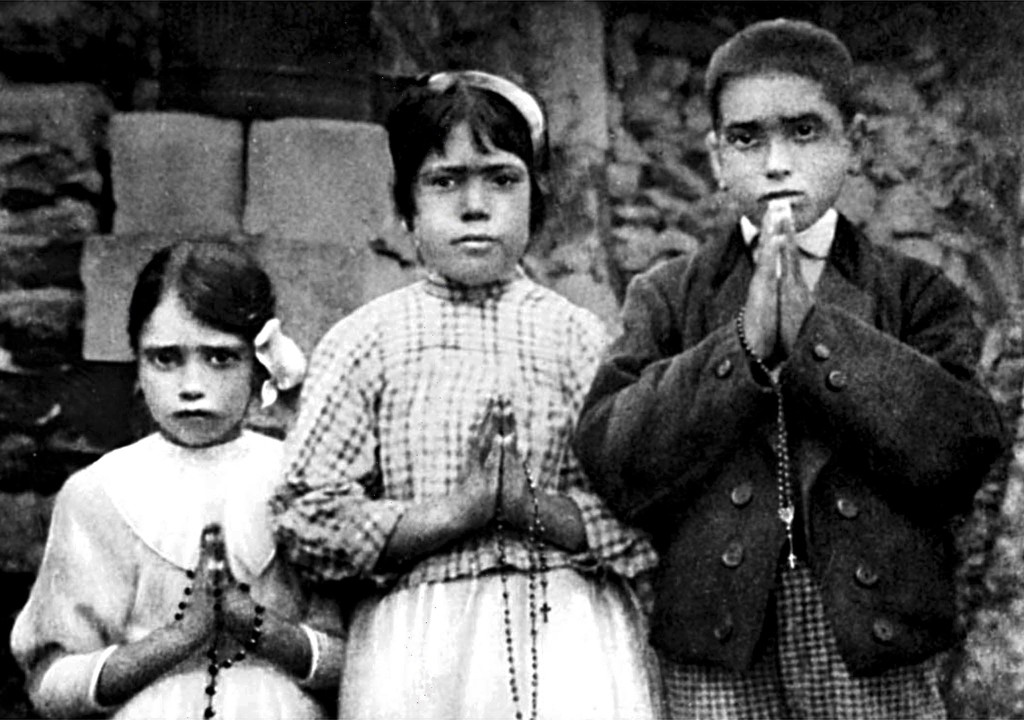
ژاسینتا مارتو، فرانسیسکو مارتو و لوسیا دوس سانتوس

در ۱۳ مه ۱۹۱۲ میلادی، ۳ کودک پرتغالی با نام‌های ژاسینتا مارتو، فرانسیسکو مارتو و لوسیا دوس سانتوس به‌هنگام کار در مزرعه‌ای واقع در منطقهٔ روستایی «فاتیما» در غرب پرتغال، تنِ نورانی زنی را با لباس سفید مشاهده کردند. آنان در توصیف مشخصات این زن گفته‌اند که او می‌درخشید و از پرتو همان نوری که در آسمان می‌درخشید، پدیدار شد. زن سپیدپوش گفته‌بود که از بهشت آمده است و از بچه‌ها خواسته بود که سیزدهم هر ماه به آن‌جا بازگردند.
به‌زودی ساکنان منطقه از این خبر مطلع شدند و در نخستین روز سیزدهم ماهِ مه سال بعد، جماعتی برای تماشا گرد آمدند. با این حال، تنها همان ۳ کودک، ژاسینتا، فرانسیسکو و لوسیا بودند که زن را می‌دیدند ولی مردم تنها وقایع حیرت‌انگیز جوی را مشاهده می‌کردند.
تا ماه سپتامبر بیش از ۲۰ هزار نفر این پدیده را مشاهده کردند. به‌گفتهٔ شاهدان، گوی درخشانی در میان آسمان از شرق به غرب به حرکت درمی‌آمد.
در سیزدهمین روز ماه اکتبر، بچه‌ها دقیقاً به‌هنگام ظهر، پیکر این زن را مشاهده کردند. در حالی که جمعیتی حدود ۷ هزار نفر بعینه ناظر این واقعه بودند، یکی از دختر بچه‌ها گفت که خانوادهٔ مقدس را در آسمان می‌بیند. جماعت به آسمان نگاه کردند آنان شاهد بودند که خورشید در هوا به چرخش درآمده است. در ابر باران‌زایی که در آسمان دیده می‌شد، روزنه‌ای پدیدار شد. قرص خورشید همچون یک صفحهٔ مدور چرخان، تابش و گرمای عظیم خود را به سوی زمین فرستاد و سپس با حرکتی دورانی رو به بالا بازگشت. پس از ماه اکتبر نمودهای بصری برای همیشه متوقف شدند.

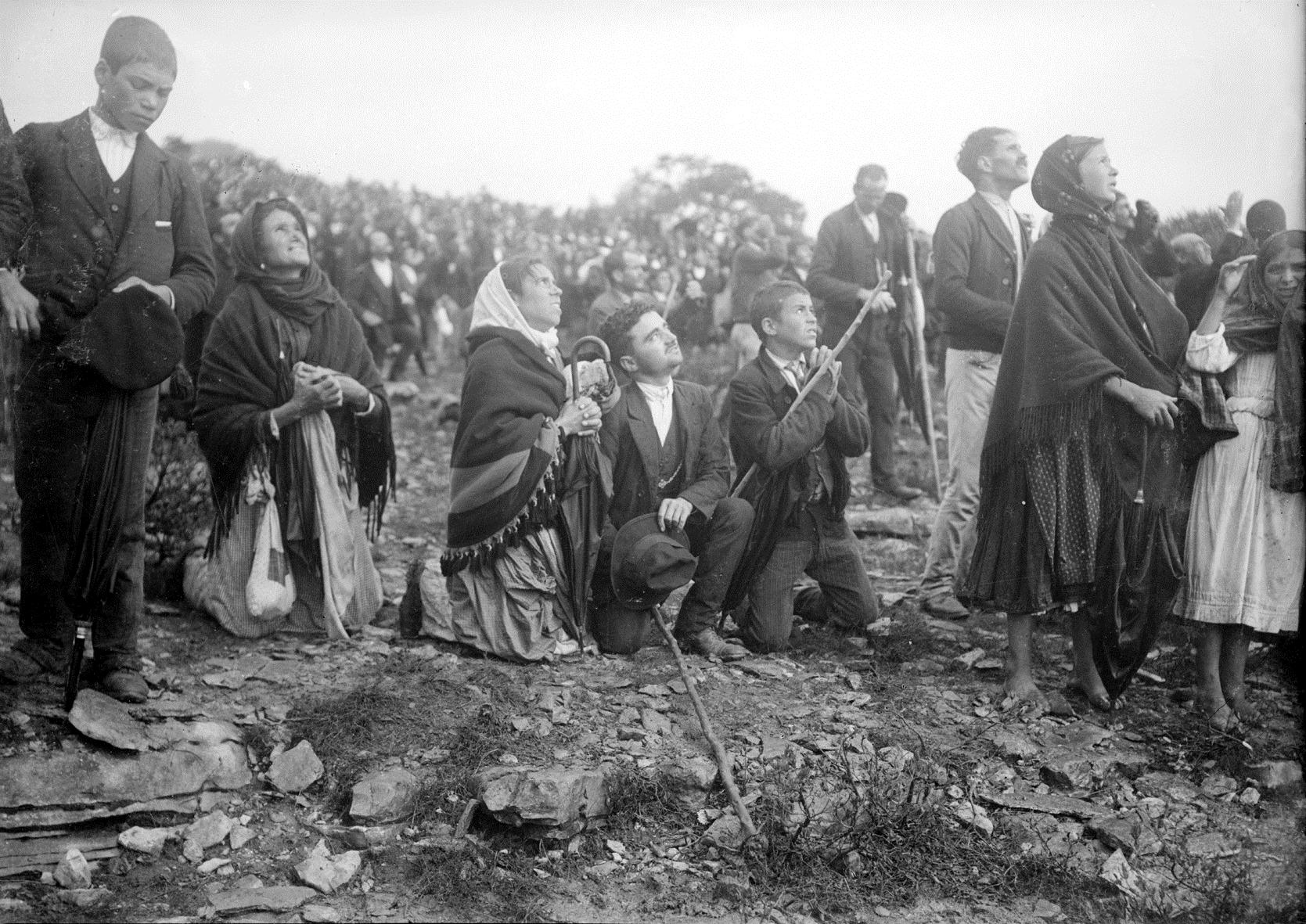
نگاه مردم به آسمان

کودکان هم‌چنین ادعا می‌کنند که بانوی درخشندهٔ سپیدپوش که همواره تسبیحی در دست داشت، حوادثی از آینده را با آن‌ها در میان گذاشته است. یکی از پیش‌بینی‌هایی که از طریق کودکان انتقال یافت، مربوط به واقعهٔ قریب‌الوقوع انقلاب روسیه بود و دیگری به جنگ جهانی دوم مربوط می‌شد و پیش‌بینی سوم که متن آن تا مدت‌های مدید در پاکتی مهر و موم شده در واتیکان نگهداری می‌شد، سرانجام در سال ۲۰۰۰ میلادی افشا شد. یکی از مواردی که در پیش‌بینی شرح داده شده بود ماجرای اقدام به قتل پاپ ژان پل دوم توسط محمد علی آغجا بود که در سال ۱۹۸۱ به وقوع پیوست.
در ۱۳ مه ۱۹۶۷ پاپ پل ششم در پنجاهمین سالگرد آئین فاتیما شرکت کرد.
در ۱۳ مه ۱۹۸۷ پاپ ژان پل دوم برای تشکر از حفظ جان خود به زیارت شهر فاتیما آمد.

## نام فاتیما
برخلاف برخی تصورها در ایران، روستای فاتیما ارتباطی با نام فاطمه دختر محمد پیغمبر مسلمان‌ها ندارد. فاتیما نام دختر یکی از امرای اندلسی است که در قرن دوازدهم میلادی پس از اسارت توسط مسیحیان، به مذهب کاتولیک گروید و در سال ۱۱۵۸ میلادی به ازدواج کنت أوریم درآورده شد.